# Гримани, Марино (кардинал)
Марино Гримани (итал. Marino Grimani; 1488/1489, Венеция — 28 сентября 1546, Орвието) — итальянский религиозный деятель, кардинал, папский легат.

## Биография
Представитель аристократического венецианского рода, был третьим из восьми детей Джероламо Гримани и его жены Елены Приули. Его дядя Доменико Гримани стал кардиналом в 1493 году.
Уже в 19-летнем возрасте стал епископом епархии Витторио-Венето (с 16.08.1508 по 19.01.1517).
В 1517 назначен патриархом Аквилеи. С 1527 — кардинал.
С 18.12.1531 по 20.02.1540 и с 23.01.1545 по 28.09.1546 служил апостольским администратором епархии Витторио-Венето.
В 1533—1537 — апостольский администратор епархии Конкордия-Порденоне, с 1534 служил епископом Читта-ди-Кастелло, позже — в Сен-Пон-де-Томьер, в 1541 — в субурбикарной епархии Фраскати и епископом Порто и Санта Руфина (1541—1543).
В 1545—1546 гг. — титулярный латинский патриарх Константинополя.